# Megabalanus tulipiformis
Megabalanus tulipiformis is een zeepokkensoort uit de familie van de Balanidae. De wetenschappelijke naam van de soort is voor het eerst geldig gepubliceerd in 1758 door Ellis.